# Oh Young-ki
Oh Young-Ki (11 de novembro de 1965), é um ex-handebolista sul-coreano, medalhista de prata nas Olimpíadas de 1988.
Oh Young-Ki ele jogou seis partidas anotando dois gols